# Zoica carolinensis
Espèce
Zoica carolinensis est une espèce d'araignées aranéomorphes de la famille des Lycosidae.

## Distribution
Cette espèce est endémique de Pohnpei dans les États fédérés de Micronésie,.

## Description
Le mâle holotype mesure 1,63 mm et la femelle paratype 1,77 mm, les mâles mesurent de 1,61 à 1,82 mm et les femelles de 1,73 à 2,28 mm.

## Étymologie
Son nom d'espèce, composé de carolin[es] et du suffixe latin -ensis, « qui vit dans, qui habite », lui a été donné en référence au lieu de sa découverte, les îles Carolines.

## Publication originale
- Framenau, Berry & Beatty, 2009 : Wolf spiders of the Pacific region: the genus Zoica (Araneae, Lycosidae). Journal of Arachnology, vol. 37, p. 225-231 (texte intégral).